# Jokin Etxabe
Jokin Etxabe Leturia (Bergara, 3 februari 1994) is een Spaans wielrenner die anno 2018 rijdt voor Interpro Stradalli Cycling.

## Carrière
In 2016 nam Etxabe deel aan de Ronde van de Toekomst. Na acht etappes stond hij op plek 37 in het eindklassement, terwijl zijn teamgenoot Cristian Rodríguez tiende werd. In 2017 werd hij onder meer twintigste in het eindklassement van de Ronde van de Gila.
In 2018 maakte Etxabe de overstap naar Interpro Stradalli Cycling. Zijn debuut voor de ploeg maakte hij in januari in de Ronde van Indonesië, die voor het eerst sinds 2011 weer werd georganiseerd. In de laatste etappe finishte hij achter Peerapol Chawchiangkwang als tweede, waardoor hij naar de derde plaats in het eindklassement steeg.

## Ploegen
- 2017 –  Aevolo
- 2018 –  Interpro Stradalli Cycling

Burke · Etxabe · Gervais · Haidet · Hecht · Hernandez · Mostov · Saltzman · Stites · Villalobos
Amadori · Eikeland · Etxabe · Hishinuma · Hjorth · Hudry · Ishihara · Lamarre · Mitsuda · K. Mizuno · T. Mizuno · Okubamariam · Rousseau · Shinoda · Vermeulen · Whitehouse